# Slingsby T.24 Falcon 4
 (mars 2025).
La mise en forme du texte ne suit pas les recommandations de Wikipédia : il faut le « wikifier ».
Les points d'amélioration suivants sont les cas les plus fréquents. Le détail des points à revoir est peut-être précisé sur la page de discussion.
- Les titres sont pré-formatés par le logiciel. Ils ne sont ni en capitales, ni en gras.
- Le texte ne doit pas être écrit en capitales (les noms de famille non plus), ni en gras, ni en italique, ni en « petit »…
- Le gras n'est utilisé que pour surligner le titre de l'article dans l'introduction, une seule fois.
- L'italique est rarement utilisé : mots en langue étrangère, titres d'œuvres, noms de bateaux, etc.
- Les citations ne sont pas en italique mais en corps de texte normal. Elles sont entourées par des guillemets français : « et ».
- Les listes à puces sont à éviter, des paragraphes rédigés étant largement préférés. Les tableaux sont à réserver à la présentation de données structurées (résultats, etc.).
- Les appels de note de bas de page (petits chiffres en exposant, introduits par l'outil «  Source ») sont à placer entre la fin de phrase et le point final[comme ça].
- Les liens internes (vers d'autres articles de Wikipédia) sont à choisir avec parcimonie. Créez des liens vers des articles approfondissant le sujet. Les termes génériques sans rapport avec le sujet sont à éviter, ainsi que les répétitions de liens vers un même terme.
- Les liens externes sont à placer uniquement dans une section « Liens externes », à la fin de l'article. Ces liens sont à choisir avec parcimonie suivant les règles définies. Si un lien sert de source à l'article, son insertion dans le texte est à faire par les notes de bas de page.
- La présentation des références doit suivre les conventions bibliographiques. Il est recommandé d'utiliser les modèles {{Ouvrage}}, {{Chapitre}}, {{Article}}, {{Lien web}} et/ou {{Bibliographie}}. Le mode d'édition visuel peut mettre en forme automatiquement les références.
- Insérer une infobox (cadre d'informations à droite) n'est pas obligatoire pour parachever la mise en page.

Pour une aide détaillée, merci de consulter Aide:Wikification.
Si vous pensez que ces points ont été résolus, vous pouvez retirer ce bandeau et améliorer la mise en forme d'un autre article.
Dimensions
Le Slingsby T.24 Falcon 4 ou Slingsby Falcon 4 est un planeur d'entraînement biplace conçu au Royaume-Uni juste après la Seconde Guerre mondiale pour l'Air training corps (ATC). Jugé trop cher à fabriquer il n'est produit qu'à trois exemplaires.

## Histoire
Malgré son nom le Slingsby Falcon 4 diffère totalement des Falcon 1, 2 et 3, tous dérivés du Schleicher Falke de 1930 environ et caractérisés par la forte variation de corde de leurs ailes. Le Falcon 4 est un planeur d’entraînement biplace en tandem destiné à l'Air training corps et conforme à la spécification TX.8 / 45 du Ministère de l’air. Il utilise une construction en bois conventionnelle. Les trois Falcon 4 sont construits par Martin Hearn Ltd. de Hooton Park, dans le comté de Cheshire.

## Construction
L'aile du Falcon 4 a un allongement assez faible, avec un bord d'attaque droit et sans flèche. La corde diminuant d'environ 1/3 sur l'envergure implique une flèche au bord de fuite. Un bout d'aile arrondi termine l'aile. Les deux premiers planeurs ont des volets sur la quasi-totalité du bord de fuite non occupé par les ailerons. Sur le troisième les volets sont remplacés par des aérofreins. Les ailes sont montées sur un pylône avec des haubans rigides reliant le longeron d'aile au fuselage. Le pylône s’arrête vers l'avant au niveau du longeron ce qui laisse un espace proche du centre de gravité pour le poste de pilotage arrière. Les deux postes de pilotage sont ouverts. Derrière l'aile, le pylône se raccorde au fuselage à flancs plats jusqu'à la queue. L’empennage haubané est monté sur le dessus du fuselage et placé suffisamment en avant pour que les deux gouvernes de profondeur soient en avant de la charnière du gouvernail ce qui évite de prévoir une échancrure pour laisser la gouverne de direction débattre. La dérive est petite, mais le gouvernail de direction équilibré aérodynamiquement est généreux, légèrement pointu et terminé par un arrondi. L'atterrisseur est conventionnel, avec un patin sous le nez, une roue fixe et une petite roulette de queue,.

## Historique des vols
Le premier prototype vole en avril 1946, deux autres prototypes suivent, mais la production de l’appareil s'avérant trop coûteuse aucune commande ne suit.